# Ерик Маккормак
Ерик Джеймс Маккормак (на английски: Eric James McCormack) е канадско-американски актьор, носител на награда „Еми“ и номиниран за четири награди „Сателит“ и пет награди Златен глобус.

## Биография
Ерик Маккормак е роден на 18 април 1963 г. в Торонто, Канада. Майка му Дорис е домакиня, а баща му Кейт Маккормак е финансов анализатор в нефтодобивна компания.

## Частична филмография

### Филми
- 1992 – „Изгубеният свят“ (The Lost World)
- 1992 – „Завръщане в изгубения свят“ (Return to the Lost World)
- 1993 – „Дивото зове“ (The Call of the Wild)
- 1998 – „Божи човек“ (Holy Man)
- 1998 – „Свободна инициатива“ (Free Enterprise)
- 2009 – „Моят единствен“ (My One and Only)
- 2012 – „Барикада“ (Barricade)

### Телевизия
- 1998 – 2006; 2017 – „Уил и Грейс“ (Will & Grace)
- 1998 – „Али Макбийл“ (Ally McBeal)
- 2000 – „Историята на Одри Хепбърн“ (The Audrey Hepburn Story)
- 2008 – „Монк“ (Monk)
- 2009 – „Вярвай ми“ (Trust Me)
- 2012 – 2015 – „Възприятие“ (Perception)
- 2015 – „Загадките на Лора“ (The Mysteries of Laura)